# Sabana sudanesa
La sabana sudanesa es una ancha franja de sabana tropical que atraviesa el continente africano, desde el océano Atlántico hasta el macizo Etíope. Limita al norte con el Sahel, una franja de sabana más seca. Al sur, el mosaico selva-sabana es una zona de transición entre la sabana sudanesa y las selvas ecuatoriales. Forma parte de la región del Sudán.

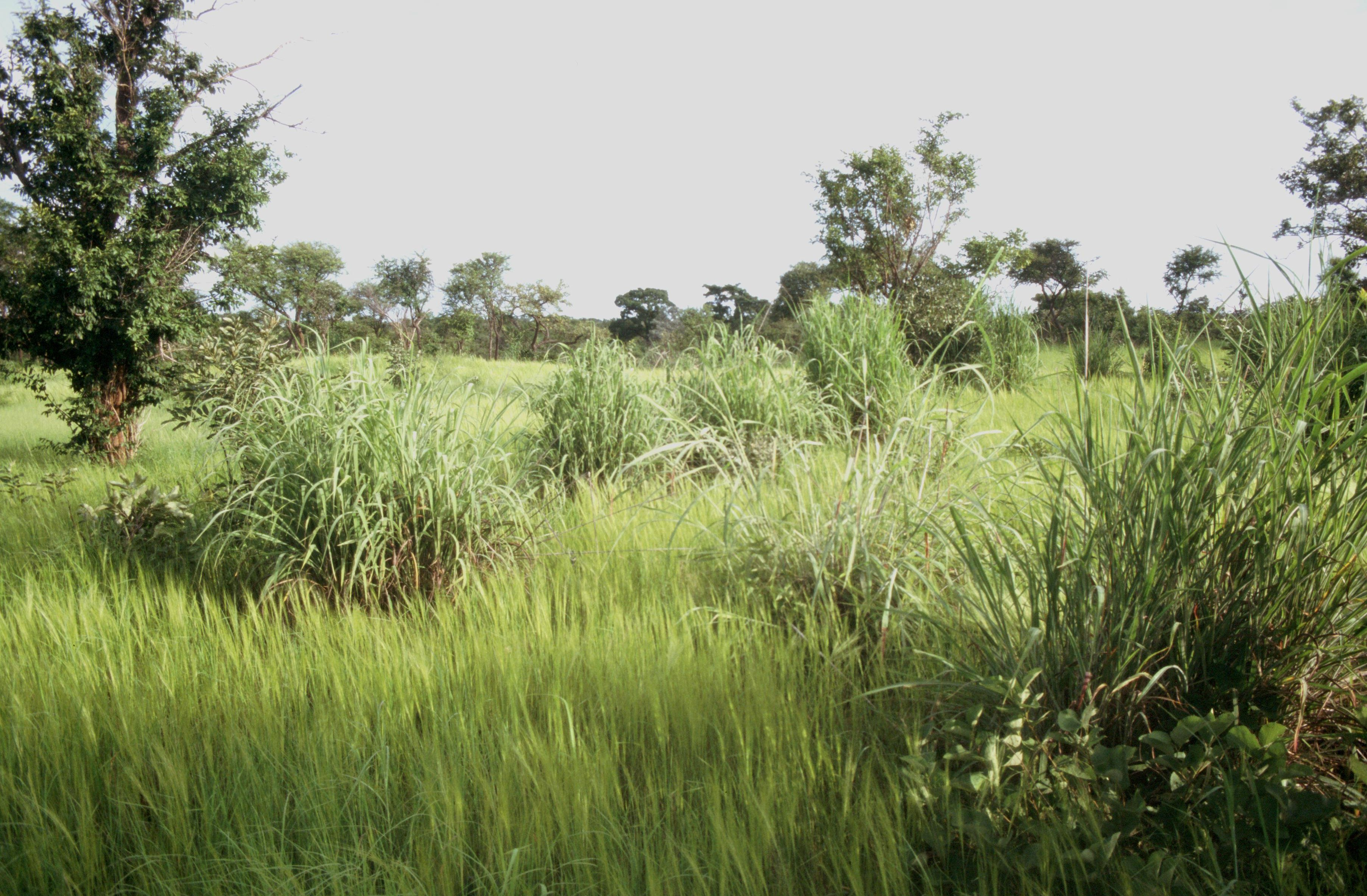
Sabana arbolada en Burkina Faso

El WWF divide la sabana sudanesa en cuatro ecorregiones:
- La sabana sudanesa occidental, desde Senegal hasta Nigeria.
- El mosaico del macizo de Mandara, en el macizo de Mandara, entre Nigeria y Camerún.
- La sabana sudanesa oriental, entre Camerún, Etiopía y Uganda.
- La pradera inundada del Sahara, en la región del Sudd, en Sudán del Sur.

- Datos: Q3851721